# ウィンストン・セーラム
ウィンストン・セーラム（Winston-Salem）は、アメリカ合衆国ノースカロライナ州のフォーサイス郡にある都市。郡庁所在地で、人口は24万9545人（2020年）である。ピードモント・トライアド都市圏（グリーンズボロ・ウィンストン・セーラム・ハイポイント広域都市圏）ではグリーンズボロに次いで大きい。
ウィンストン・セーラムは、1766年にモラヴィア兄弟団によって創設された宗教都市「セーラム」と、1849年に創設された「ウィンストン」が1913年に合併して誕生した。このため、しばしば「ツイン・シティ」と呼ばれることがある。今日のウィンストン・セーラムのダウンタウンの南側には、入植当初のセーラムの街並みが復元され、地区全体が博物館となっているオールド・セーラムが広がっている。
古くはたばこ産業と繊維産業で栄え、たばこ会社R.J.レイノルズ・タバコ・カンパニーやヘインズの企業城下町として発展した。また、ワコビアの旧本社所在地、ドーナツ・チェーンのクリスピー・クリームの発祥の地としても知られる。R.J.レイノルズ・タバコ・カンパニーのたばこの銘柄ウィンストン及びセーラムは、この都市の名前に由来している。また、ウィンストン・セーラムは、ウェイクフォレスト大学やセーラム女子大学などがキャンパスを置く、大学都市としての側面も持っており、特にウェイクフォレスト大学は地域におけるハイテク産業発展の牽引役ともなっている。

## 歴史

### セーラム
1753年1月、モラヴィア兄弟団の司祭オーガスト・ゴットリーブ・スパンゲンバーグと慈善事業家コーネリアス・ヴァン・レイアはマディ・クリークの3つの分岐点を入植の地に選び、ニコラウス・フォン・ツィンツェンドルフ伯爵のオーストリアの先祖の地に因みdie Wachau（ラテン語のワコビア）と名付けた。ワコビア銀行は創業地であるこの地に因み名付けられた。後に第2代グランヴィル伯爵ジョン・カートレットより99,000エーカー（400km2）の土地を購入した。
1753年11月17日、後にベサバラとなる地に最初の入植者が到着。この町は急速な成長にもかかわらず主要な植民地とはならなかった。1759年、何人かの植民は近くのベサニアに土地を拡げた。最終的に多くの人々が新しい町に住みやすい土地を見付けた。
選ばれた町が故ツィンツェンドルフ伯爵により選ばれていたセーラム(ヘブライ語で『平和』を意味するShalomから)と名付けられた。1766年1月6日、建築のための初の伐採が行なわれた。現在セーラム・スクエアと呼ばれる中心地の周りに集まった信徒たちの公共の建物ができ、セーラムは典型的モラヴィア信徒植民地となった。教会、未婚の教会員や修道女の家などは全て市の所有であった。1848年には教会会議により、北米モラヴィア兄弟団は南北の2管区に分けられ、南部管区の本部がセーラムに置かれた。長年この地には信者のみが住むことを許可されていたが南北戦争により解消された。植民地時代の当時の建物の多くはオールド・セーラムに移転し再建された。セーラム・スクエアと1772年から信徒の墓地であるゴッズ・エーカーは毎年イースターの朝に行なわれる世界的に有名なモラヴィア信徒の早朝礼拝の地である。この礼拝は市内全てのモラヴィア教会により支持されており、毎年何千人もの信者が訪れ、ウィンストン・セーラムは『イースター・シティ』とも呼ばれる。

### ウィンストン
1849年、アメリカ独立戦争の地元の英雄でセーラムではよく名の知れたジョセフ・ウィンストンに因んで名付けられたウィンストン市が創立された。その後すぐにウィンストンとセーラムは一緒にフォーサイス郡として新たに組織され、タバコ、家具、織物などの産業面で成功を収めた。1851年、ウィンストンは郡の首都となり、ウィンストンとセーラムを統合して一つの市とする計画を立て、郡庁舎がセーラムの町からたった1マイル（1.6km）の場所に建てられた。

### ウィンストン・セーラム

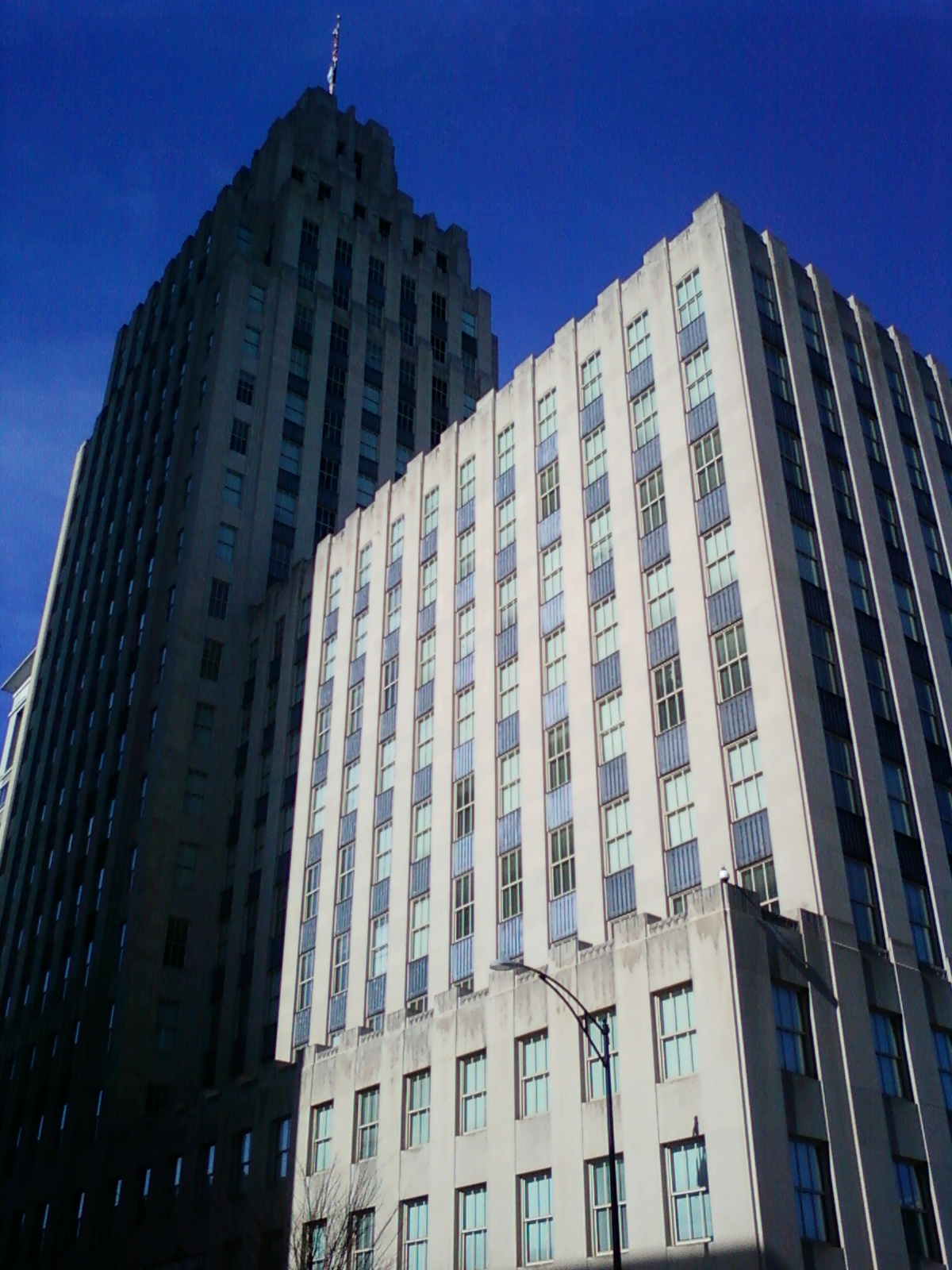
レイノルズ・ビルディング

1899年、アメリカ合衆国郵政省はセーラムとウィンストンの双方にあった郵便局を統合し、1913年、間にハイフンを入れた「ウィンストン・セーラム（Winston-Salem）」として公式に市を合併した。ただし、USPSアドレス・インフォメーション・システムはこのハイフンを認めていない。
R.J.レイノルズ・タバコ・カンパニーを創業したレイノルズ家は歴史的にも一般の生活にも大きな役割を担った。1940年代、ウィンストン・セーラムの就業者の60%がレイノルズかヘインズの繊維工場に勤務していた。レイノルズ社は多くのフランス製タバコ紙、トルコのタバコ葉をキャメルの製造のために輸入し、320キロメートル内陸にもかかわらず連邦政府公認の通関手続地となり、1916年、国内で8番目に大きい通関手続地となった。
1917年、レイノルズ社はウィンストン・セーラムに84エーカー（約340,000m2）の土地を購入し、180戸の家を建て実費のみで従業員に売却し、この地域は『レイノルズタウン』と呼ばれるようになった。翌1918年、R・J・レイノルズは死去。当時レイノルズ社は市内に121戸の建物を所有していた。
1929年、レイノルズ・ビルディングがウィンストン・セーラムに完成した。建築事務所シュリーヴ・ラム・アンド・ハーモンのウィリアム・L・ラムがデザインしたこのアール・デコ調のビルは、高さ95.7メートル、21階建ての高層ビルで、完成当初メリーランド州ボルチモアより南で最も高いビルとなり、全米建築賞を受賞した。1931年にニューヨーク市に建てられた、同じ設計者による、より高いエンパイア・ステート・ビルディングの先駆けでありモデルであるとされている。エンパイア・ステート・ビルディングのスタッフはこれに敬意を払い、毎年父の日にレイノルズ・ビルディングのスタッフに向けてカードを送っている。

## 地理
ウィンストン・セーラムは北緯36度6分10秒 西経80度15分38秒 / 北緯36.10278度 西経80.26056度に位置している。シャーロットからは北東へ約125km、ローリーからは西へ約160km、グリーンズボロからは西へ約45kmに位置する。市の標高は296mである。
アメリカ合衆国国勢調査局によると、ウィンストン・セーラム市は総面積342.9km2（132.4mi2）である。このうち335.7km2（129.6mi2）が陸地で7.3km2（2.8mi2）が水域である。総面積の0.81%が水域となっている。

### 気候
ウィンストン・セーラムを含むピードモント・トライアド地域の気候は、蒸し暑い夏と冷涼で時折寒い冬に特徴づけられる、四季のはっきりした気候であるが、内陸に入る分、海沿いのノーフォーク/バージニアビーチやウィルミントン等に比べると、夏の気温は大差ない一方で冬は寒くなる。ケッペンの気候区分では、ウィンストン・セーラムは東海岸や南部に広く分布する温暖湿潤気候（Cfa）に属する。

### 都市概観

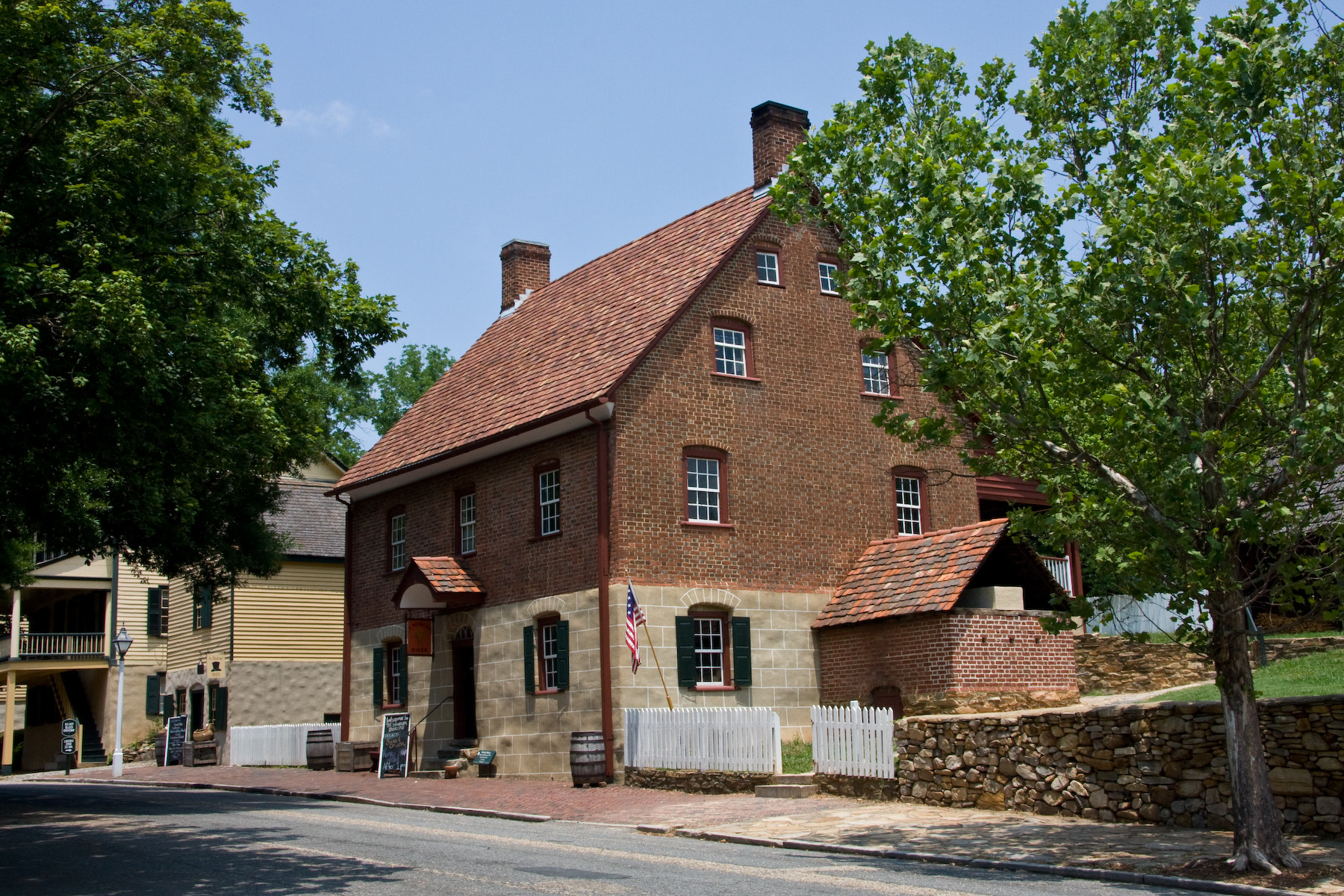
オールド・セーラムの街並み

ウィンストン・セーラムのダウンタウンはI-40 Businessと国道52号線の2本の高速道路（後述）が交わるジャンクションの北西に広がっている。ダウンタウンはウィンストン・セーラムの業務中心地で、ピードモント・トライアドで最も高いビルである100ノース・メイン・ストリート（460フィート/140.2m、34階建て）をはじめ、ワコビア銀行が本社を置いていたウィンストン・タワー（410フィート/125.0m、29階建て）、GMAC保険会社の本社ビルであるGMACタワー（330フィート/100.6m、21階建て）、前述のレイノルズ・ビルディングなどの高層ビルが建ち並んでいる。ダウンタウンにおいては街路が整然と区画されており、東西に通る通りはメイン・ストリートを境に東（E）と西に分かれ、南北に通る通りは1stストリートを境に南（S）と北（N）に分かれている。また、数字のついた通りは1stストリートよりも北側で東西に通る通りにのみ設定されており、北に行くほど数字が大きくなる。一方、周辺地区の街路は入り組んでいる。
ダウンタウンの南には、入植当初のセーラムの街並みを再現し、地区全体が博物館となっているオールド・セーラムの歴史地区が広がっている。オールド・セーラムは1966年には国定歴史建造物に指定された。また、ウィンストン・セーラム北西郊にはベサバラ歴史地区が、そのさらに北西には町全体が歴史地区になっているベサニアがそれぞれ立地している。

## 政治

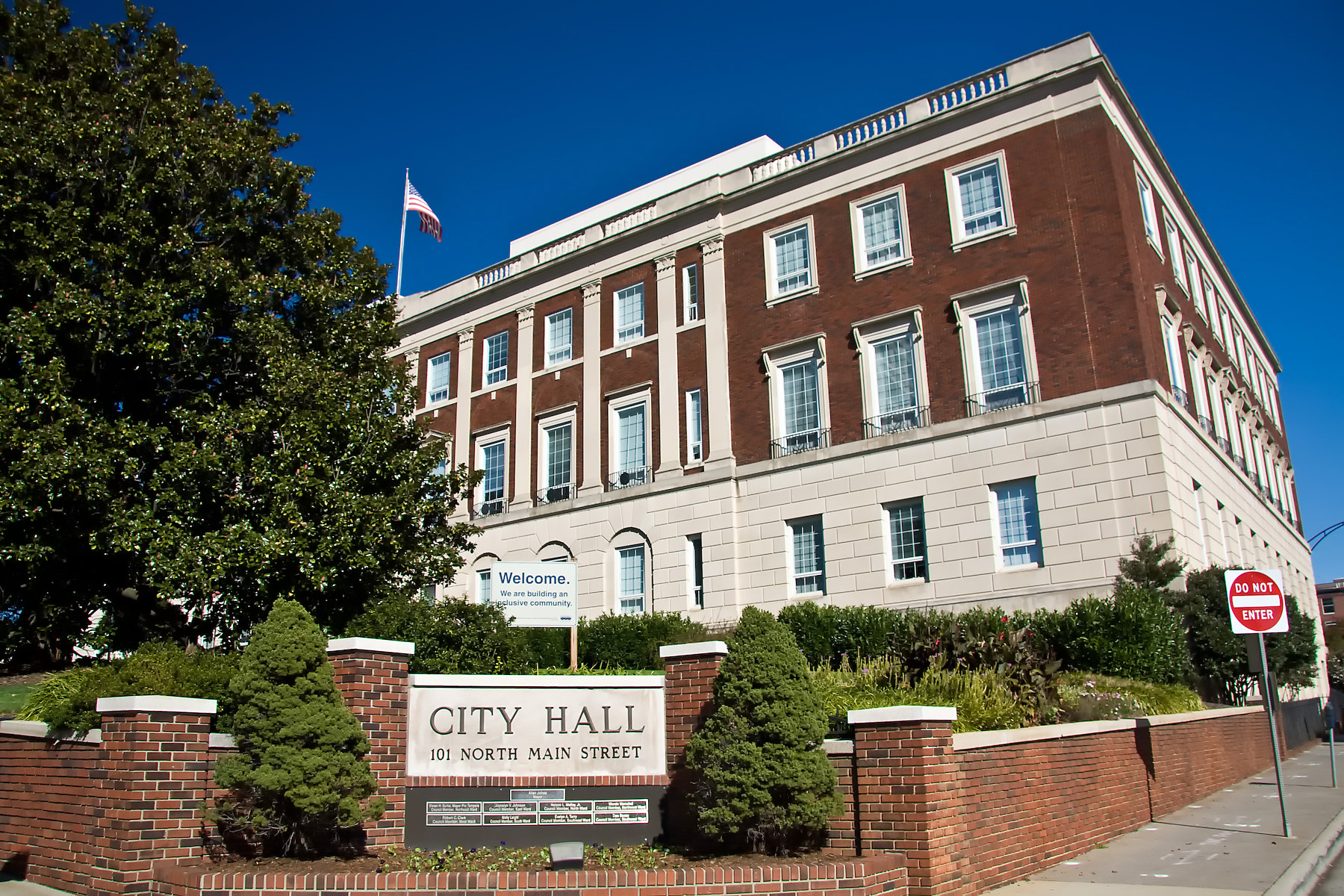
ウィンストン・セーラム市庁舎

ウィンストン・セーラムはシティー・マネージャー制を採っている。シティー・マネージャーは市議会に雇われ、市議会が採択した政策の実施および日常業務の監督に責任を負っている。市の立法機関である市議会は8人の議員から成り、市の総合的な福祉の上で必要に応じて、条例や法規を定める責任を負い、市の予算を承認し、財産税や利用料を定める。市長は市の顔として公式の場で市の代表としての役割を果たすほか、市議会に出席して票が引き分けとなった際に投票したり（この場合、市長がキャスティング・ボートとなる）、市の政策決定においてリーダー的な役割を果たしたり、市の理事会と市議会の間の調整を行ったり、緊急時に特別な責任を負ったりする。市長は全市から1名、市議会議員は北部・北西部・北東部・西部・東部・南西部・南東部・南部の8つの選挙区から各1名ずつが選出され、ともに任期は4年である。
市政の中心である市庁舎はダウンタウンに立地している。1926年に建てられた、このルネサンス・リバイバル建築様式の市庁舎は、2001年に国家歴史登録財に指定された。

## 経済
1880年代から1980年代に至るまで、ウィンストン・セーラムはたばこ産業と繊維産業で栄えてきた。たばこ産業は19世紀中盤、フォーサイス郡やその周辺の農民が、高い収益を得やすいタバコの栽培を始めたことに由来している。やがて19世紀も後期に入ると、P.H.ヘインズやR.J.レイノルズといった実業家が現れ、この地域におけるたばこ産業の地位が確立された。一方、繊維産業は、セーラムの入植初期の1767年には、既に入植地における必需産業として始まっており、リネンや革手袋が生産されていた。1837年にセーラム紡績工場が開かれると、セーラムのモラヴィア兄弟団員が非モラヴィア兄弟団員も雇ってのビジネスとして確立された。やがて1900年にヘインズがたばこ産業から衣料品へと転業すると、繊維産業はたばこ産業と並ぶこの地の二大産業としての地位を確立した。
1990年代以降、ウィンストン・セーラムはたばこと繊維の街から、ウェイクフォレスト大学が牽引役となって、バイオテクノロジーや医療、ナノテクノロジーといったハイテク産業の街へと変貌を遂げていった。1993年、同学はR.J.レイノルズ・タバコ・カンパニーの旧倉庫を買い取り、後にピードモンド・トライアド・コミュニティ・リサーチ・センターとなる研究所を設立した。2000年には、同学はバイオテクノロジーや関連産業の受け皿となるピードモント・トライアド・リザーチ・パークという研究公園を開園した。2004年には、同学はナノテクノロジー・分子材料センターを開設した。また、同学附属の医療センター、ウェイクフォレスト・バプテスト医療センターは、ウィンストン・セーラムで最大の雇用主となっている。

## 交通

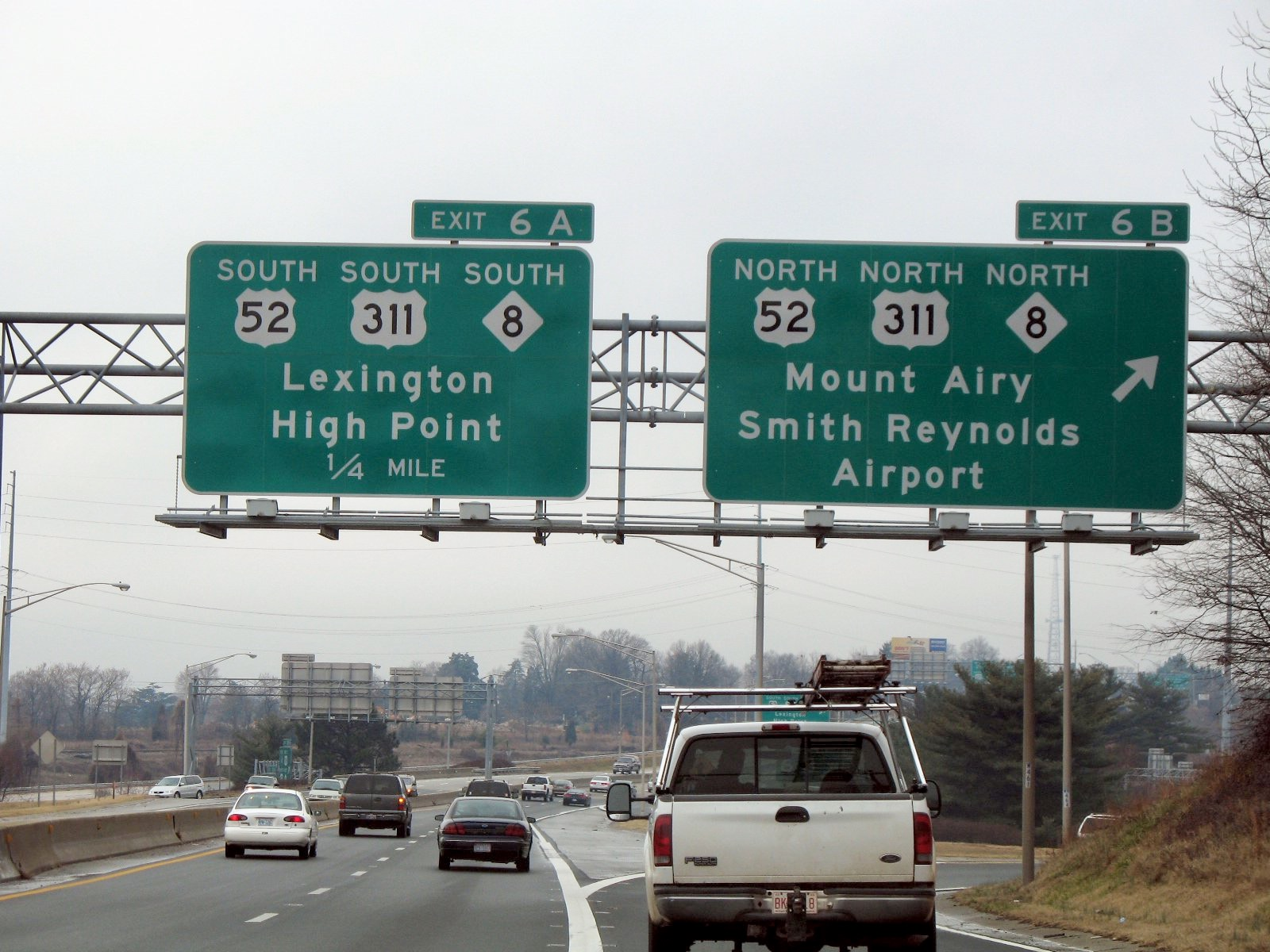
I-40 Businessと国道52号線のジャンクション

ウィンストン・セーラムを含むピードモント・トライアド地域の第1空港は、グリーンズボロの西11キロメートル、ウィンストン・セーラムの中心部からは東へ34キロメートルに立地するピードモント・トライアド国際空港（IATA: GSO）である。ウィンストン・セーラムの市域内にも、ダウンタウンの北東5キロメートル、にスミス・レイノルズ空港があるが、こちらはゼネラル・アビエーションと呼ばれる、自家用機やチャーター機、ビジネスジェットなどの発着や飛行訓練などに用いられる、小規模な空港である。ウィンストン・セーラムの民間航空パトロール（CAP）は、このスミス・レイノルズ空港を本拠にしている。
州間高速道路40号線は市の南を通っている。I-40はカリフォルニア州南部内陸からノースカロライナ州へと大陸を横断する幹線で、ノースカロライナ州内においても、山間部のアシュビルからピードモント・トライアド、リサーチ・トライアングルを経て、大西洋岸のウィルミントンへと横断する、重要度の高い高速道路である。ウィンストン・セーラムの中心部には、このI-40の通勤別線であるI-40 Businessが通っている。ダウンタウンの南東でこのI-40 Businessと交わる国道52号線は高速道路規格となっており、南へはシャーロット方面へ、北へはバージニア州西部やウェストバージニア州方面への短絡路となっている。市南東部でI-40と分岐/合流する国道311号線も高速道路規格となっており、こちらはウィンストン・セーラムとハイポイントを結んでいる。
アムトラックの駅はウィンストン・セーラムにはなく、グリーンズボロ駅もしくはハイポイント駅が最寄となる。これら2駅にはいずれも、ニューヨークとニューオーリンズを結ぶクレセント号、ニューヨークとシャーロットを結ぶカロリニアン号、およびローリーとシャーロットを結ぶピードモント号が停車する。
ウィンストン・セーラム市内の公共交通機関は、ウィンストン・セーラム交通局の運営する路線バス網でカバーされている。同局は昼間24系統、夜間7系統のバスを運行している。

## 教育

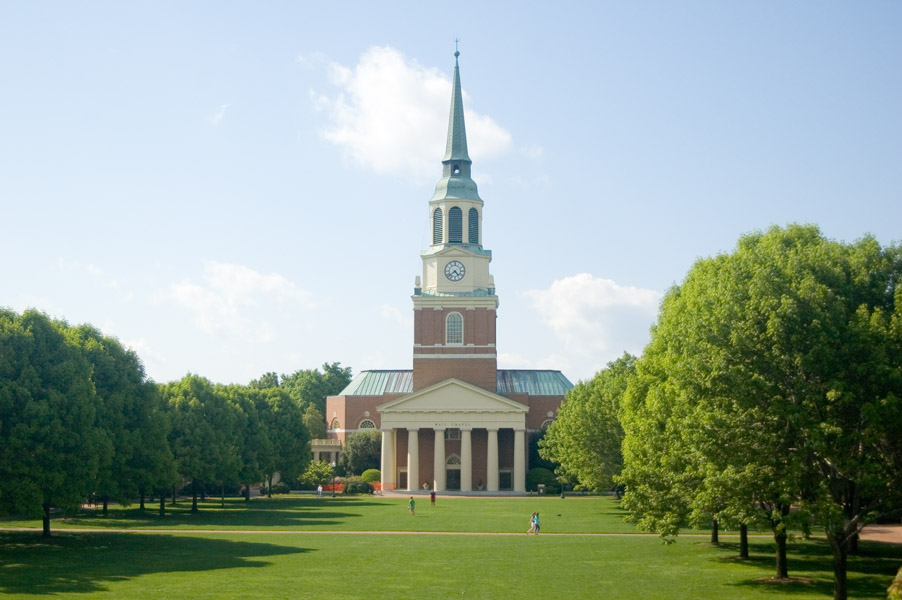
ウェイクフォレスト大学

ウェイクフォレスト大学は市北西部の住宅地の中に137.6ヘクタールのキャンパスを構えている。同学は1834年にローリー北郊のウェイクフォレストで創立したバプテスト系の中規模私立総合大学で、1956年にウィンストン・セーラムに移転してきた。同学は学部をウェイクフォレスト・カレッジ（Wake Forest College）として1つにまとめ、また学生対教授の比が10:1、クラスサイズの平均が21人という少数精鋭の教育を行うなど、総合大学でありながらリベラル・アーツ・カレッジに近い教育を行っている。一方、大学院はリベラル・アーツをさらに深めるアーツ・アンド・サイエンシーズのほか、経営学、法学、医学、および神学の各専門職大学院を揃えている。同学は学部に約4,400人、大学院に約2,400人の学生を抱えている。同学はUSニューズ&ワールド・レポートの大学ランキングでは、ノースカロライナ州の私立総合大学の中ではデューク大学に次ぎ、全米の総合大学の中でも常に上位25位前後に入る評価を受けている。また、同学のスポーツシーム、デーモン・デーコンズは、デューク大学やノースカロライナ大学チャペルヒル校、ノースカロライナ州立大学と共に、NCAAディビジョンIのアトランティック・コースト・カンファレンス（ACC）に属している。
オールド・セーラムに25.9ヘクタールのキャンパスを構えるセーラム女子大学は、1772年にモラヴィア兄弟団によって創立された、全米の大学の中で15番目に長く、女子大学としては最長の歴史を持つ大学である。また、キャンパス内にはセーラム・アカデミーという、全寮制の女子高校も併設している。同学は小規模なリベラル・アーツ・カレッジであるが、学部は35の専攻プログラムを提供し、大学院は教員養成と教育学の修士の学位を授与している。
このほか、ウィンストン・セーラムにはHistorical Black Collegeと呼ばれる、アフリカ系の学生に高等教育の機会を与える大学として始まったウィンストン・セーラム州立大学や、音楽、映画、ドラマ、デザイン、ダンスといった芸術系の専攻に特化したノースカロライナ芸術大学がキャンパスを置いている。
ウィンストン・セーラムにおけるK-12過程は、ウィンストン・セーラム・フォーサイス郡学区の管轄下にある公立学校によって支えられている。同学区は小学校42校、中学校16校、高校16校のほか、マグネット・スクール17校を有している。

## 文化と名所

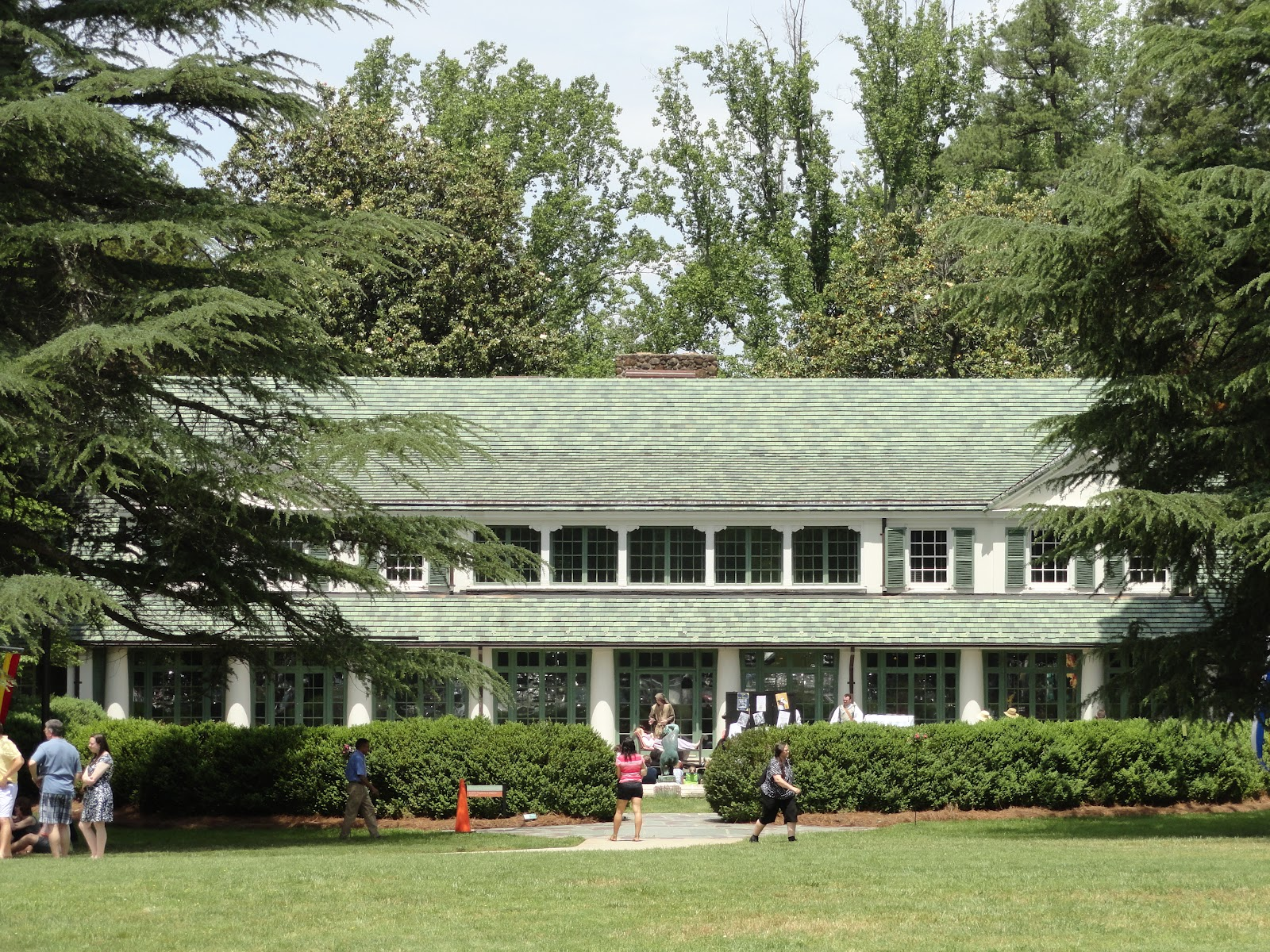
レイノルダ・ハウス美術館

オールド・セーラム歴史地区は、前述の通り地区自体が博物館となっている歴史的な名所であるが、T・ボグラーの鉄砲鍛冶屋やセーラム・タバンなど、この地区に移築された入植地時代の建物のいくつかは、博物館として一般に公開されている。地区内の庭園も一般公開されており、入植地時代のセーラムを物語る史料としての役割を果たしている。また、このオールド・セーラムの地区内に立地する初期南部装飾美術館（MESDA）は、南北カロライナ両州をはじめ、周辺のバージニア州、メリーランド州、ケンタッキー州、テネシー州、ジョージア州を含めた南部における、1670年代から19世紀初頭に至るまでの、芸術作品および工芸作品を展示している。
オールド・セーラムの外にも、博物館や美術館はいくつか立地している。市北西部、ウェイクフォレスト大学のキャンパスの近くに立地するレイノルダ・ハウス美術館は、1917年に建てられたR.J.レイノルズの豪邸を、美術館に転用して一般公開しているものである。同館はアルバート・ビアスタット、メアリー・カサット、フレデリック・チャーチ、ジョン・シングルトン・コプリー、トマス・エイキンズ、ジェイコブ・ローレンス、ジョージア・オキーフ、グラント・ウッドなどによるアメリカ近代美術作品を主に展示しているほか、家具や内装なども20世紀初頭の南部における装飾芸術作品として保存・展示している。このレイノルダ・ハウス美術館の近くに立地する南東部現代芸術センター（SECCA）は、アメリカ合衆国内外の現代芸術作品を展示するほか、地元芸術家による作品の展示や芸術教室の開講といった、地域に密着した活動も行っている。市北部に立地するサイワークスは、フーコーの振り子をはじめ、物理学、音響学、健康科学、生物学の各分野の展示品を展示している科学博物館で、プラネタリウムも有している。また、サイワークスに併設する科学環境公園では動物の飼育や、触れて学ぶことのできる野外展示物を展示している。

## 人口動態

### 都市圏人口
ウィンストン・セーラムの都市圏を形成する各郡の人口は以下の通りである（2010年国勢調査）。グリーンズボロ･ウィンストンセーラム・ハイポイント広域都市圏全体の人口については、グリーンズボロ (ノースカロライナ州)#都市圏人口を参照のこと。
ウィンストン・セーラム都市圏
| 郡               | 州                 | 人口      |
| ---------------- | ------------------ | --------- |
| フォーサイス郡   | ノースカロライナ州 | 350,670人 |
| デイビッドソン郡 | ノースカロライナ州 | 162,878人 |
| ストークス郡     | ノースカロライナ州 | 47,401人  |
| デイビー郡       | ノースカロライナ州 | 41,240人  |
| ヤドキン郡       | ノースカロライナ州 | 38,406人  |
| 合計             | 合計               | 640,595人 |

### 市域人口推移
以下にウィンストン・セーラム市における1870年から2010年までの人口推移をグラフおよび表で示す。
| 統計年 | 人口      |
| ------ | --------- |
| 1870年 | 443人     |
| 1880年 | 4,194人   |
| 1890年 | 10,729人  |
| 1900年 | 13,650人  |
| 1910年 | 22,700人  |
| 1920年 | 48,395人  |
| 1930年 | 75,274人  |
| 1940年 | 79,815人  |
| 1950年 | 87,881人  |
| 1960年 | 111,135人 |
| 1970年 | 133,683人 |
| 1980年 | 131,885人 |
| 1990年 | 143,485人 |
| 2000年 | 185,776人 |
| 2010年 | 229,617人 |

## 姉妹都市
ウィンストン・セーラムは以下5都市と姉妹都市提携を結んでいる。
- ウンゲニ（モルドバ）
- クマシ（ガーナ）
- 上海市楊浦区（中華人民共和国）
- ブキャナン（リベリア）
- ナッソー（バハマ）

## 出身者
- ケイラ・モンゴメリー - 陸上競技選手[48]